# Alkersum
Alkersum è un comune di 415 abitanti dello Schleswig-Holstein, in Germania. Si trova sull'isola di Föhr.
Appartiene al circondario (Kreis) della Frisia Settentrionale (targa NF) ed è parte della comunità amministrativa (Amt) di Föhr-Amrum.

## Luoghi d'interesse
Nel paese si trova il Museum Kunst der Westküste (Museo dell'arte della costa occidentale) che contiene una piccola collezione di opere pittoriche di artisti regionali. Si ricordano le opere del norvegese Edvard Munch e dei tedeschi Emil Nolde e Max Liebermann.